# Leo Bieber
Leo Bieber (geboren am 27. November 1904 in Breslau, Deutsches Reich; gestorben am 22. August 1981 in Nürnberg) war ein deutscher Bühnen-, Film- und Fernsehschauspieler.

## Leben
Bieber wuchs in Berlin auf und erwarb dort, in der Frühzeit der Weimarer Republik, erste schauspielerische Erfahrungen an den hauptstädtischen Bühnen Deutsches Theater und Rose-Theater. Mit 19 Jahren startete er im Rollenfach „jugendlicher Held“ seine Profikarriere, spielte fortan in Halle (Mitteldeutsches Landestheater 1924/25) und Eisenach, in Neuss (am Rheinischen Städtebundtheater 1925–28) und am Schauspielhaus Köln (von 1928 bis 1931). Ein Abstecher führte ihn außerdem ins ostpreußische Königsberg.
Aufgrund seiner Agitprop-Tätigkeiten wurde der politisch links stehende Jude bei Machtantritt der Nationalsozialisten ab 1933 von der Gestapo gesucht. Bieber gelang noch 1933 die Flucht nach Wien, wo er hier wie auch in Salzburg erneut Theater spielte. So sah man ihn beispielsweise im Juni 1933 als Raimon in einer Inszenierung von Friedrich Schillers Die Jungfrau von Orléans an der Österreichischen Volksbühne. In der Spielzeit 1934/35 gehörte Leo Bieber dem Ensemble des deutschsprachigen Stadttheaters von Mährisch-Ostrau an.
1935 verließ Bieber Österreich wieder und begab sich in die Sowjetunion, wo er unter der Leitung von Maxim Vallentin mit anderen kommunistischen Emigranten wie Erwin Geschonneck, Curt Trepte und Gerhard Hinze im deutschen Gebietstheater von Dnjepropetrowsk auftrat. Unmittelbar danach ging Bieber nach Odessa und arbeitete hier auch als Bühnenbildner (z. B. bei Friedrich Wolfs Das trojanische Pferd (1937)). 1938 reiste Bieber weiter in die Tschechoslowakei, 1939 gelang ihm schließlich die Flucht nach England.
Dort und anschließend in Australien wurde er nach Ausbruch der Feindseligkeiten zwischen Großbritannien und Hitler-Deutschland bis 1941 interniert. In diesem Jahr kehrte Bieber nach England zurück und konnte an einer deutschsprachigen Emigrantenbühne auch wieder Theater spielen. Er trat außerdem im österreichischen Emigrantenkabarett Laterndl auf. Zu seinen wichtigsten Theaterstücken in jenen Exiljahren gehören Der Lechner-Edi schaut ins Paradies (1940, nach Jura Soyfer) und Die Dreigroschenoper (1940, von Kurt Weill und Bertolt Brecht). Bei einer Aufführung von Heinrich von Kleists Amphitryon wurde Leo Bieber 1944 auch als Bühnenbildner und Ausstatter eingesetzt. Ab Mitte des Kriegs wurde Leo Bieber nunmehr regelmäßig in englischsprachigen Stücken eingesetzt und absolvierte Auftritte in Thunder Rock (1943), They Came to a City (1944) und Bunbury (1946, von Oscar Wilde). Daneben nahm er auch als Sprecher an deutschsprachigen BBC-Sendungen teil und wirkte seit 1947 mit kleinen Rollen in britischen Kinofilmen mit.
1957 kehrte Leo Bieber auf Veranlassung von Kurt Ehrhardt nach Deutschland (in die Bundesrepublik) zurück und ließ sich zunächst in Hannover nieder, wo er, nach einigen frühen Gastengagements, von 1959 bis 1966 an die dortige Landesbühne verpflichtet wurde. Mehr und mehr wuchs Bieber in das Charakterrollen-Fach der „pères nobles“ hinein. Von 1966 bis 1979 wirkte Leo Bieber am Stadttheater von Nürnberg. Dort verbrachte er nach seiner Pensionierung im Alter von 75 Jahren auch seinen Lebensabend. Als Bieber 1981 verstarb, schrieb dessen Kollege Erich Ude im Deutschen Bühnen-Jahrbuch Biebers Nachruf: „Er war vielseitig begabt, engagiert und interessiert, aufgeschlossen für Vorgänge und Entwicklungen auf künstlerischem Felde und politischen Raum. Sein Horizont war weit und offen, nicht zuletzt aufgrund der schlimmen und leidvollen Erfahrungen, die er in der erzwungenen Emigration hatte machen müssen.“

## Filmografie
- 1947: Das rettende Lied (Take My Life)
- 1948: Notlandung (Broken Journey)
- 1949: Der dritte Mann (The Third Man)
- 1950: Staatsgeheimnis (State Secret)
- 1953: An der Straßenecke (Street Corner)
- 1955: Im Schatten der Zitadelle (The Colditz Story)
- 1955: The Immigrant
- 1956: The Doctor’s Dilemma
- 1957: The Death Merchant
- 1956–58: The Vise (TV-Serie, zwei Folgen)
- 1960: Frage Sieben
- 1961: Der Transport
- 1961: Das letzte Kapitel
- 1964: Kampfgeschwader 633 (633 Squadron)